# Zdravčica
Zdravčica (milogled; lat. Sanicula), kozmopolitski rod trajnica iz porodice štitarki smješten u tribus Saniculeae. Postoji 46 priznatih vrsta rasprostranjenih po umjerenim krajevima diljem svijeta, mnoge u Kini i Sjevernoj Americi, jedna u Africi
Rod je opisan 1753.; tipična je vrsta S. europaea (europska zdravčica, ili europski milogled), koja raste i u Hrvatskoj
Vrsta volujsko oko Hacquetia epipactis (Scop.) DC., sinonim je za Sanicula epipactis.

## Vrste
1. Sanicula arctopoides Hook. & Arn.
2. Sanicula arguta Greene ex J. M. Coult. & Rose
3. Sanicula astrantiifolia H. Wolff ex Kretschmer
4. Sanicula azorica Guthnick ex Seub.
5. Sanicula bipinnata Hook. & Arn.
6. Sanicula bipinnatifida Douglas
7. Sanicula caerulescens Franch.
8. Sanicula canadensis L.
9. Sanicula chinensis Bunge
10. Sanicula crassicaulis Poepp. ex DC.
11. Sanicula elata Buch.-Ham. ex D. Don
12. Sanicula elongata K. T. Fu
13. Sanicula epipactis (Scop.) E. H. L. Krause
14. Sanicula europaea L.
15. Sanicula giraldii H. Wolff
16. Sanicula graveolens Poepp. ex DC.
17. Sanicula hacquetioides Franch.
18. Sanicula hoffmannii (R. H. Shan & Constance) Bell
19. Sanicula kaiensis Makino & Hisauti
20. Sanicula kauaiensis H. St. John
21. Sanicula laciniata Hook. & Arn.
22. Sanicula lamelligera Hance
23. Sanicula liberta Cham. & Schltdl.
24. Sanicula marilandica L.
25. Sanicula maritima Kellogg ex S. Watson
26. Sanicula mariversa Nagata & S. M. Gon
27. Sanicula moranii P. Vargas, Constance & B. G. Baldwin
28. Sanicula nanchuanensis R. H. Shan
29. Sanicula odorata (Raf.) Pryer & Phillippe
30. Sanicula orthacantha S. Moore
31. Sanicula oviformis X. T. Liu & Z. Y. Liu
32. Sanicula peckiana J. F. Macbr.
33. Sanicula pengshuiensis M. L. Sheh & Z. Y. Liu
34. Sanicula petagnioides Hayata
35. Sanicula purpurea H. St. John & Hosaka
36. Sanicula rubriflora F. Schmidt
37. Sanicula rugulosa Diels
38. Sanicula sandwicensis A. Gray
39. Sanicula saxatilis Greene
40. Sanicula serrata H. Wolff
41. Sanicula smallii E. P. Bicknell
42. Sanicula tienmuensis R. H. Shan & Constance
43. Sanicula tracyi R. H. Shan & Constance
44. Sanicula trifoliata E. P. Bicknell
45. Sanicula tuberculata Maxim.
46. Sanicula tuberosa Torr.

## Sinonimi
- Aulosolena Koso-Pol.; Bull. Soc. Imp. Naturalistes Moscou, n.s. 29: 156 (1915 publ. 1916)
- Diapensia Hill; Brit. Herb.: 418 (1756), nom. illeg.
- Dondia Spreng.; Pl. Umbell. Prodr.: 21 (1813), nom. illeg.
- Dondisia Rchb.; Consp. Regn. Veg.: 144 (1828)
- Hacquetia Neck. ex DC.; Prodr. 4: 85 (1830)
- Hesperogeton Koso-Pol.; Bull. Soc. Imp. Naturalistes Moscou, n.s. 29: 156 (1915 publ. 1916)
- Triclinium Raf.; Fl. Ludov.: 79 (1817)